# Pepe (futebolista brasileiro)
José Macia (Santos, 25 de fevereiro de 1935), mais conhecido como Pepe, é um ex-futebolista e ex-treinador brasileiro.
Como jogador, atuou como ponta-esquerda e é considerado um dos maiores ídolos da história do Santos, única equipe em que defendeu de 1954 a 1969. É o vice-artilheiro da história do clube, com 403 gols, atrás apenas de Pelé, que marcou 1096 gols. Na história santista, Pepe também só fica atrás de Pelé em número de jogos (750) e gols (405).
Maior vencedor de Campeonatos Paulistas, com 13 títulos conquistados (11 como jogador do Santos, um como técnico do Santos e um como técnico da Inter de Limeira), é também o maior vencedor de Campeonatos Brasileiros, com sete títulos conquistados — seis como jogador do Santos e um como técnico do São Paulo.
Foi campeão de duas Copas do Mundo pela Seleção Brasileira: em 1958 e 1962.

## Carreira como jogador

### Infância
Filho dos imigrantes espanhóis José Macía Vega e Clotilde Arias Yáñez, ambos galegos da vila de Mandín no concelho de Verim, Pepe veio ao mundo em uma segunda-feira de Carnaval em sua própria residência, na rua João Pessoa, 255, às 20 horas, no Centro de Santos — mesma rua, na época chamada de Rua do Rosário, em que o Alvinegro da Vila tinha sido fundado 23 anos antes.
Aos sete anos de idade, em 1942, Pepinho mudou-se com a família para a cidade vizinha de São Vicente. Com seu irmão, Mário, começou a praticar futebol nas equipes do bairro onde morava, o Comercial FC e o Mota Lima.
Aos dezesseis anos, Pepe ainda jogava no infantil do São Vicente AC quando Cobrinha, o goleiro do time que também defendia o infantil do Santos, o convidou para realizar um teste no Alvinegro. No dia 4 de maio de 1951, Pepe pisou pela primeira vez no gramado de Vila Belmiro, e foi aprovado pelo técnico Salu.

### Santos
Entre os anos de 1952 e 1953 Pepe já estava sob o comando do treinador Lula, nos juvenis do Peixe. E em 1954, aos 19 anos, teve sua primeira chance na equipe principal. Estreou no dia 23 de maio, em partida diante do Fluminense, no Pacaembu, pelo Torneio Rio-São Paulo. A equipe santista perdeu por 2–1, e Pepe entrou no segundo tempo no lugar de Boca, que já havia entrado no lugar de Del Vecchio.
Seu primeiro grande momento como atleta profissional foi no Campeonato Paulista de 1955. Na última partida do certame, Pepe marcou o gol do triunfo diante do Taubaté, na Vila Belmiro, e com a vitória o Santos sagrou-se Campeão Paulista pela segunda vez, exatamente 20 anos depois do nascimento do seu jovem ponta-esquerda.
Com 403 gols marcados em 750 partidas, Pepe é o segundo maior artilheiro da história do Santos. Em 15 anos de clube (1954–1969), ganhou o apelido de "Canhão da Vila", por seu fortíssimo chute de esquerda. A bola chegava a atingir uma velocidade de 122km/h.
Mesmo jogando com artilheiros natos como Pelé e Coutinho, conseguiu marcar muitos gols com a camisa do Santos. Além de Pelé, apenas três jogadores marcaram mais gols que Pepe por um único clube brasileiro: Roberto Dinamite, pelo Vasco da Gama, marcou 513 gols, Carlitos, pelo Internacional, que marcou 487 gols, e Zico, pelo Flamengo, que marcou 403 gols — Zico esta à frente pela média de gols ser maior.
Um dos pontos fortes de Pepe eram suas cobranças de falta. Exímio cobrador, ficou conhecido por derrubar seus adversários que se arriscavam formando barreiras. Na Copa Intercontinental de 1963 contra o Milan, marcou duas vezes em tiros livres no segundo jogo da decisão.
O jogador teve um ano bastante vitorioso em 1962, com o Santos conquistando a sua primeira Libertadores depois de vencer o então campeão Peñarol pelo placar agregado de 7–4. A final foi decidida em três jogos, sendo dois de ida e volta e um de desempate. Na primeira partida, realizada no dia 28 de julho, no Estádio Centenario, no Uruguai, o Peixe ganhou por 2–1 com dois gols de Coutinho. Já no jogo de volta, que aconteceu na Vila Belmiro, no dia 2 de agosto, os uruguaios venceram o Santos por 3–2 e empataram o placar agregado em 4–4. Titular na partida, Pepe não balançou as redes, mas viu Dorval e Mengálvio marcarem para o time brasileiro. A partida de desempate foi realizada no dia 30 de agosto, no Monumental de Núñez, na Argentina. O Alvinegro Praiano contou com o retorno de Pelé, recuperado de lesão, venceu o Peñarol por 3–0 e levantou o troféu continental pela primeira vez. Meses depois, numa chuvosa noite de quarta-feira, no dia 5 de dezembro, o Santos sagrou-se campeão paulista pela sétima vez ao golear a equipe do São Paulo por 5–2, no Pacaembu. Neste jogo, Pepe completava 500 jogos com a camisa do Peixe.
No dia 21 de setembro de 1967, Pepe conquistou o Prêmio Belfort Duarte, um reconhecimento pela sua extrema esportividade. A medalha de prata era conferida ao jogador profissional que passasse dez anos, e no mínimo 200 partidas, sem ser expulso de campo. Pepe conseguiu mais do que isso. Ele acumulou um total de 776 partidas, sendo 750 pelo Santos e 40 pela Seleção Brasileira sem deixar o campo por um ato punitivo.
Foi titular absoluto da ponta-esquerda santista até 1965, quando chegou aos 30 anos. A partir dessa data, até 1969, ano em que encerrou a carreira, passou a revezar a titularidade com o jovem Abel, contratado do America do Rio de Janeiro, e, desde 1966, com Edu, oriundo das categorias de base do Santos.

### Aposentadoria
A última vez em que Pepe atuou pelo Santos foi no estádio Urbano Caldeira, em 19 de março de 1969, uma quarta-feira, pelo Campeonato Paulista. O Canhão da Vila substituiu o atacante Douglas na vitória diante do América de São José do Rio Preto por 2–1, com dois gols de Edu. No dia 3 de maio, diante de um público de 22 810 espectadores, Pepe deu adeus à carreira de jogador ao se despedir da torcida santista com uma volta olímpica no gramado de Vila Belmiro antes da partida entre Santos e Palmeiras, vencida pelo visitante por 1–0. Nesse dia histórico, em que se despediu da torcida sem atuar, o jogador foi homenageado pela diretoria ao receber do presidente Athiê Jorge Coury uma placa alusiva à sua passagem pelo clube, onde estava escrito: “Muito obrigado do Santos, da torcida e de todos os esportistas do Brasil”.
Como atleta do Santos, Pepe conquistou 25 títulos oficiais, sendo 11 Campeonatos Paulistas, seis Campeonatos Brasileiros, duas Taças Libertadores da América, dois Mundiais Interclubes e quatro Torneios Rio-São Paulo, tornando-se o jogador com mais títulos por um único clube. E isso sem contar os inúmeros torneios conquistados pelo mundo.

## Seleção Nacional
Sua primeira oportunidade com a “amarelinha”, ocorreu no dia 8 de julho de 1956, quando o Brasil enfrentou a Argentina pela Taça Atlântico e empatou em 0–0. Foi eleito para a seleção do Campeonato Sul-Americano de Futebol de 1957.
Pepe era para ser o titular da Seleção Brasileira nas campanhas de 1958 e 1962, mas por duas vezes sofreu contusões às vésperas da Copa do Mundo e foi substituído por Zagallo. Da primeira vez, sofreu uma pancada no tornozelo num amistoso na Itália. Na segunda, teve uma torção no joelho num jogo amistoso no Morumbi.
Considera o empate por 1–1 no amistoso entre Brasil e Inglaterra, em 1963, no Wembley sua partida mais memorável, onde conseguiu fazer seu gol de falta em Gordon Banks.
Realizou 40 jogos pela Seleção Brasileira e marcou 27 gols, com média de 0,63 gols por partida. Além das duas Copas do Mundo, venceu a Taça do Atlântico (1956, 1960), Copa Roca (1957, 1963), Taça Bernardo O’Higgins (1961) e Taça Oswaldo Cruz (1958, 1961, 1962).

## Estatísticas como jogador
- Maior vencedor do Campeonato Paulista, com 13 títulos conquistados (11 como jogador do Santos, um como treinador do Santos e um como treinador da Inter de Limeira)
- Maior vencedor do Campeonato Brasileiro, com sete títulos conquistados (seis como jogador do Santos e um como treinador do São Paulo)
- Jogador que mais atuou com a camisa do Santos em jogos oficiais, com 750 jogos
- Segundo maior artilheiro do Santos, com 403 gols
- Quinto maior artilheiro dos clubes brasileiros, atrás de Pelé (1096 gols), Roberto Dinamite (513), Carlitos (487) e Zico (403)
- Vigésimo terceiro maior artilheiro da Seleção Brasileira, com 27 gols
- Décimo quinto maior artilheiro da história do Torneio Rio-São Paulo
- Jogador que mais venceu títulos com a camisa do Santos, com 27 títulos oficiais, um a mais do que Pelé

## Carreira como treinador
Pepe possui uma longa carreira como treinador iniciada em 1969 nas categorias de base do Santos. Pouco tempo depois foi promovido a auxiliar técnico da equipe principal, e em 1972 assumiu o comando técnico da equipe principal pela primeira vez. Em 1973 dirigiu a grande equipe que conquistou o título paulista, o seu primeiro como treinador e o último da carreira do Rei Pelé. Como treinador, teve cinco passagens pelo Santos. Dirigiu o Alvinegro em 371 partidas, sendo o terceiro técnico que mais comandou a equipe praiana.
Em sua passagem pelo banco de reservas do São Paulo dirigiu o time em 45 oportunidades, obtendo a marca de 22 vitórias, 16 empates e sete derrotas. Pelo Tricolor, ele foi campeão brasileiro de 1986. Em 1987, Pepe foi demitido depois da eliminação precoce do Tricolor da Libertadores. O time do Morumbi ficou atrás de Colo Colo, Guarani e Cobreloa.
Além do Paulista de 1973, os títulos mais importantes de Pepe foram o Campeonato Brasileiro de 1986, pelo São Paulo e, no mesmo ano, o Campeonato Paulista pela Inter de Limeira.
Quando treinou o Al-Ahli, do Catar, entre 2003 e 2005, Pepe comandou o então volante e futuro treinador Josep Guardiola.
Também comandou os clubes Paulista, Atlético Mineiro, São José, Náutico, Al-Sadd, Fortaleza, Boavista, Seleção Peruana, Verdy Kawasaki, Portuguesa, Guarani, Atlético Paranaense, Coritiba, Criciúma, Portuguesa Santista e Ponte Preta.

## Biografia e homenagens
Pepe lançou um livro de memórias em 2012, com o título “Bombas de Alegria, meio século de memórias do Canhão da Vila” (Realejo Edições), no qual conta histórias curiosas do futebol. Sua biografia foi lançada em 2015, escrita por Gisa Macia, sua filha, formada em jornalismo.
Em 2021 foi criado o Prêmio Pepe, que escolheu o gol mais bonito do Campeonato Paulista daquele ano.

## Vida pessoal

Retrato sob a guarda do Arquivo Nacional (Brasil)

Casado com Dona Nélia, teve quatro filhos: Alexandre Macia ("Pepinho"), Clô, Gisa e Rafael.

## Entrevistas
Em 1999, Pepe forneceu uma entrevista ao Museu da Pessoa, descrevendo seus ídolos de infância que tinha grande admiração.
| “ | Meu ídolo... eu tinha dois ídolos. Um era o Canhotinho, porque o meu futebol se assemelhava muito ao dele. Era um ponta-esquerda do Palmeiras. Eu gostava muito de ver o Canhotinho jogar. Outro jogador que eu gostava muito também era o Antoninho, do Santos Futebol Clube, que chegou a ser meu treinador. Era um jogador genial e que, se ele tem a felicidade e a sorte de jogar na época em que nós jogamos, ele seria realmente um jogador fantástico de Seleção Brasileira. Mas como ele pegou a fase do Santos onde o Santos ainda estava engatinhando, querendo se tornar um grande clube, era quase sempre o 4º, 5º colocado, o Antoninho não teve aquele timaço ao lado dele. | ” |

## Títulos como jogador
Santos
- Campeonato Paulista: 1955, 1956, 1958, 1960, 1961, 1962, 1964, 1965, 1967, 1968 e 1969
- Torneio Rio-São Paulo: 1959, 1963, 1964 e 1966
- Campeonato Brasileiro: 1961, 1962, 1963, 1964, 1965 e 1968
- Copa Libertadores da América: 1962 e 1963
- Copa Intercontinental: 1962 e 1963
- Supercopa Sul-Americana dos Campeões Intercontinentais: 1968
- Recopa dos Campeões Intercontinentais: 1968

Seleção Brasileira
- Taça do Atlântico: 1956 e 1960
- Copa Rocca: 1957 e 1963
- Copa do Mundo FIFA: 1958 e 1962
- Taça Bernardo O'Higgins: 1961
- Taça Oswaldo Cruz: 1961 e 1962

#### Artilharias
- Torneio Rio–São Paulo: 1961 (9 gols)
- Mundial de Clubes: 1963 (2 gols)

## Títulos como treinador
Santos
- Campeonato Paulista: 1973

Fortaleza
- Campeonato Cearense: 1985

São Paulo
- Campeonato Brasileiro: 1986

Inter de Limeira
- Campeonato Brasileiro - Série B: 1988
- Campeonato Paulista: 1986

Verdy Kawasaki
- Campeonato Japonês: 1991–92

Atlético Paranaense
- Campeonato Brasileiro - Série B: 1995

### Prêmios individuais
- Prêmio Belfort Duarte: 1966[5][21]
- Melhor treinador do Campeonato Japonês: 1991–92
- Seleção Brasileira de Todos os Tempos (Time C) - IFFHS: 2021[29]